# Ezequiel Cerutti
Ezequiel Osvaldo Cerutti (Junín, 17 gennaio 1992) è un calciatore argentino, attaccante del San Lorenzo.

## Caratteristiche tecniche
È una punta centrale che può giocare anche come ala.

## Palmarès

### Club

#### Competizioni nazionali
- Supercopa Argentina: 1

San Lorenzo: 2015
- Campionato saudita: 1

Al Hilal: 2017-2018

#### Competizioni internazionali
- Coppa Suruga Bank: 1

Independiente: 2018